# ولمینگتون پارتنرز
ولمینگتون پارتنرز (انگلیسی: Wellington Partners) شرکت سرمایه‌گذاری بریتانیایی است، که در سال ۱۹۹۸ تأسیس شد.